# Kostel svatého Bartoloměje (Libčice nad Vltavou)
Kostel sv. Bartoloměje v Libčicích nad Vltavou je barokní stavba, postavená v letech 1763–1769. Patří do seznamu nemovitých kulturních památek a je spravován Římskokatolickou farností Roztoky u Prahy.

## Kostel
Kostel svatého Bartoloměje se nachází na severovýchodním okraji města, nad levým břehem Vltavy. Tato barokní stavba je významnou památkou, jak díky své architektonické podobě, tak historickému vybavení interiéru.
Kostel tvoří obdélníková jednolodní stavba s půlkruhově uzavřeným presbytářem, čtvercovou sakristií a hranolovou věží s cibulovou bání. Střechy jsou valbové a kryté prejzy. Fasády zdobí jednoduché rámování a půlkruhová okna. Hlavní průčelí má trojúhelníkové štít, velké okno a pravoúhlý vstupní portál.
Interiér je zaklenut plackovými klenbami. Výzdobu lodi tvoří freska z roku 1776 zobrazující mučení sv. Bartoloměje, která je kopií díla Václava Vavřince Reinera z kostela sv. Bartoloměje v Praze. Hlavní oltář je novodobý, avšak ostatní vybavení, včetně mřížky před oltářem a lavic v presbytáři, pochází z počátku 18. století. Kazatelna je rokoková.
Na věži kostela se nachází původní zvon sv. Bartoloměje z roku 1696, který byl zhotoven zvonařem Janem Pricqueyem. Tento zvon, navzdory válečným obdobím, kdy byly zvony často zabavovány, zůstal zachován.
Kostel obklopuje bývalý hřbitov, jehož část je ohraničena zdí. Na jižní straně hřbitov sousedí se zahradou fary. Kostel sv. Bartoloměje a celý vymezený areál jsou chráněny jako kulturní památka.

## Události
Kostel je známý pravidelný pořádáním bohoslužeb, například nedělní mší a pondělní rozjímavou modlitbou.
Na konci srpna se zde každoročně slaví Poutní slavnost na počest zasvěcení kostela sv. Bartoloměje. Tuto slavnost doprovází řada doprovodných programů jako například sportovní nebo kulturní akce.
Koná se zde také festival Tichý hlas pro Svatou Zemi, který společně pořádá katolická a evangelická farnost ve spolupráci s městem. Festival začíná ekumenickou bohoslužbou a pokračuje hudebním programem, jenž se odehrává na farní zahradě kostela sv. Bartoloměje a zároveň v Evangelickém kostele.

## Historie

### Historie kostela
V místech původního románského kostelíka ze 14. století, který byl přestavěn goticky, v letech 1763 až 1769 byl postaven barokní kostel sv. Bartoloměje.
Velkou přestavbou si kostel prošel roku 1903, kdy byla zároveň přistavena i nová sakristie od architekta Franze Sablika.
Kostel je zapsán v seznamu nemovitých kulturních památek a je spravován římskokatolickou farností v Roztokách.

### Historie varhan
Již ve starém kostele se nacházel malý positiv (varhany bez pedálu). V nově vystavěném barokním kostele byl tento positiv nahrazen větším nástrojem, který zde zůstal až do roku 1885.
Tehdy byl do zábradlí zdejší kruchty postaven malý jednomanuálový mechanický nástroj o 6 rejstřících, který postavil pražský varhanář Karel Schiffner. Tento nástroj byl později opraven a částečně dispozičně upraven Josefem Hubičkou.
Ze Schiffnerova nástroje se dochovala pouze varhanní skříň. Do této skříně po roce 1921 vestavěl pražský varhanář Josef Růžička část svého dvoumanuálového nástroje.

## Galerie

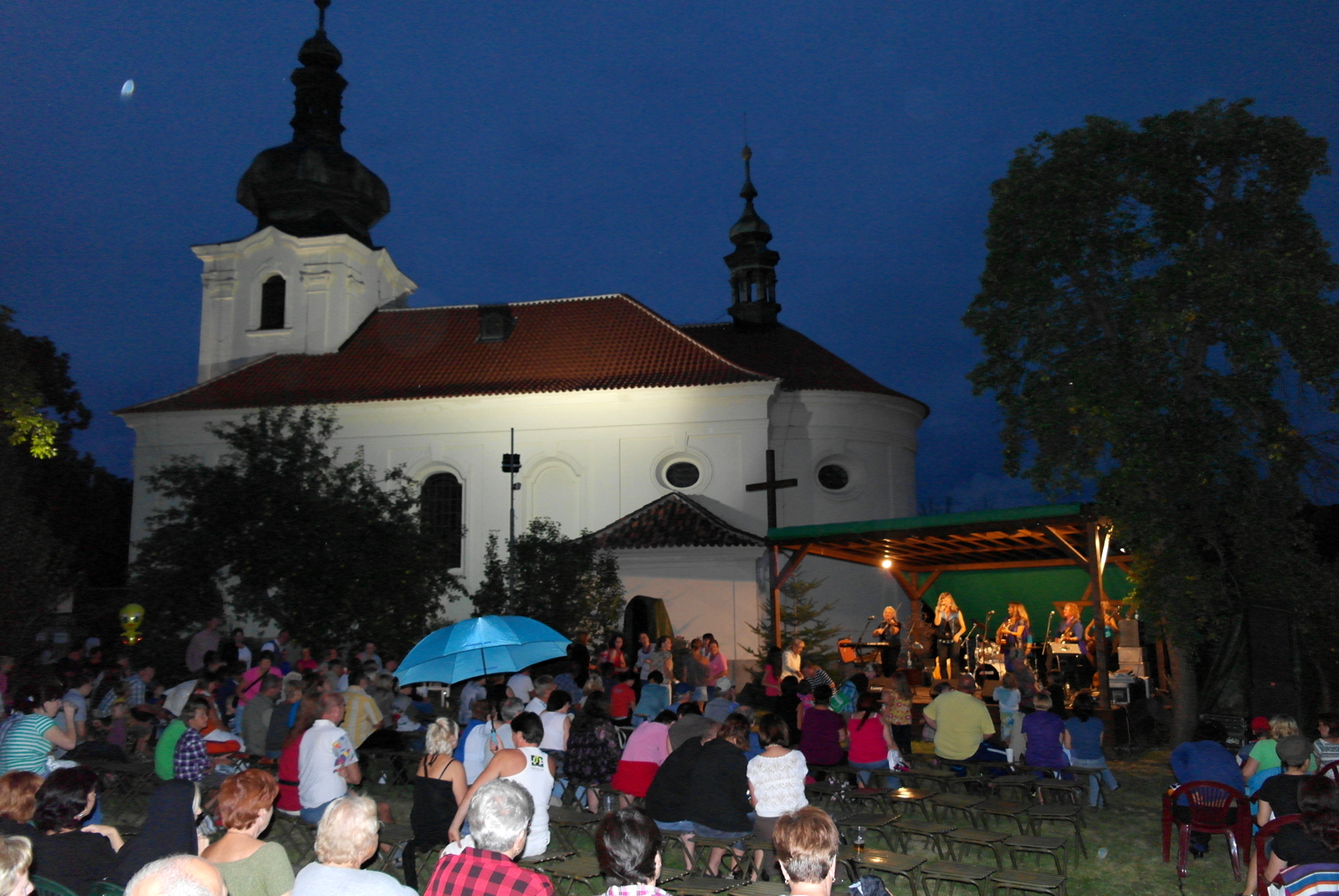
Kostel sv. Bartoloměje během slavností
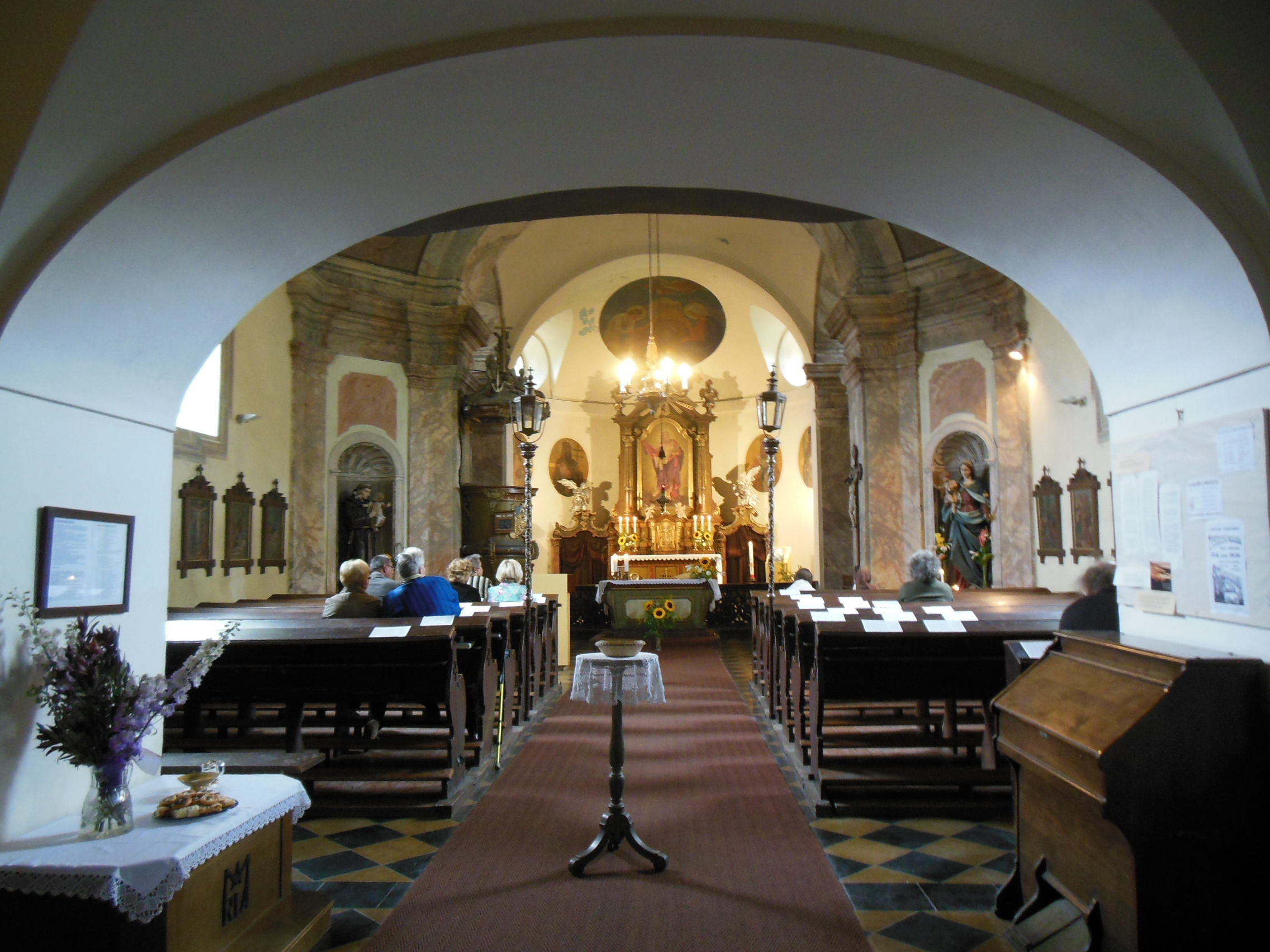
Interiér
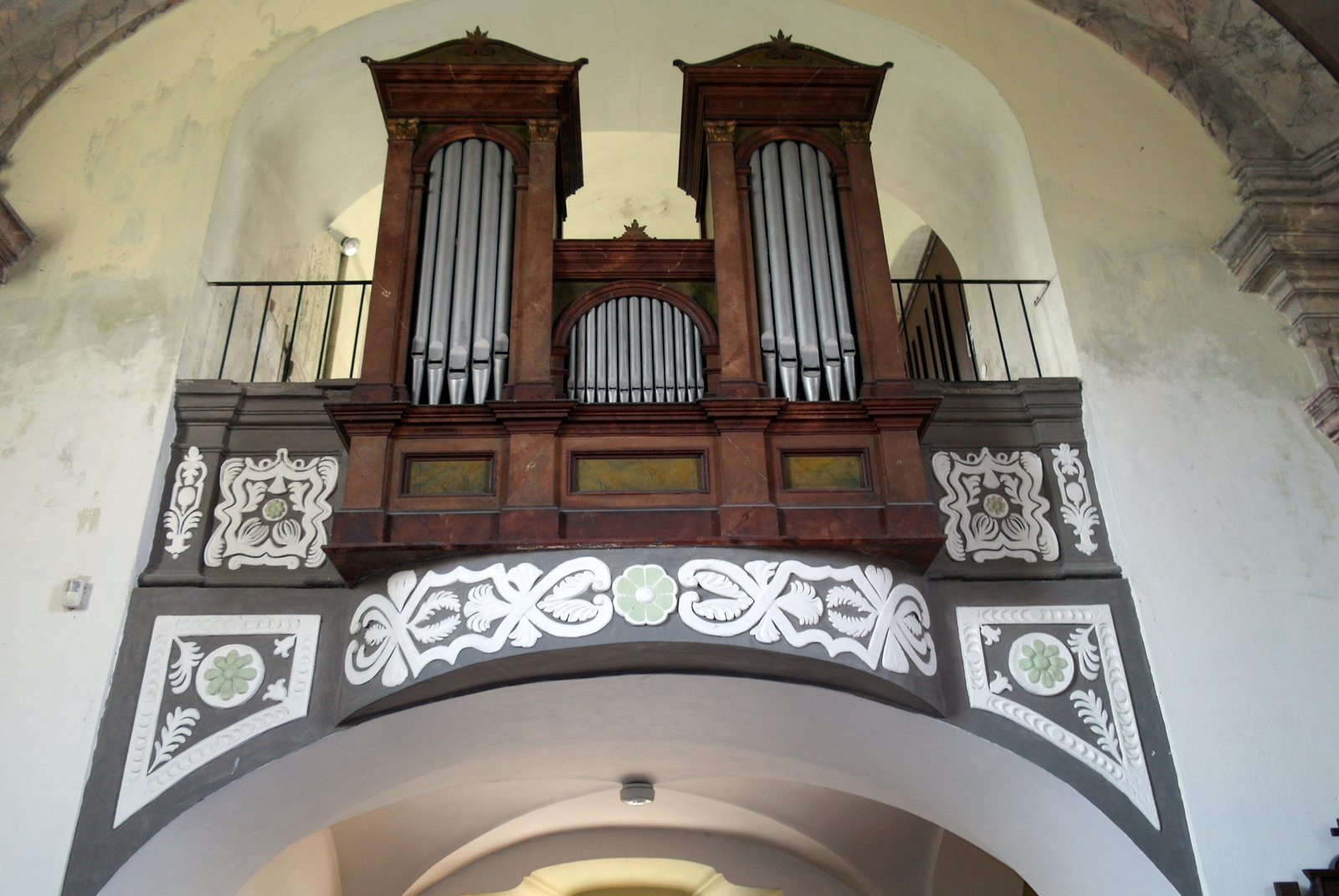
Varhany
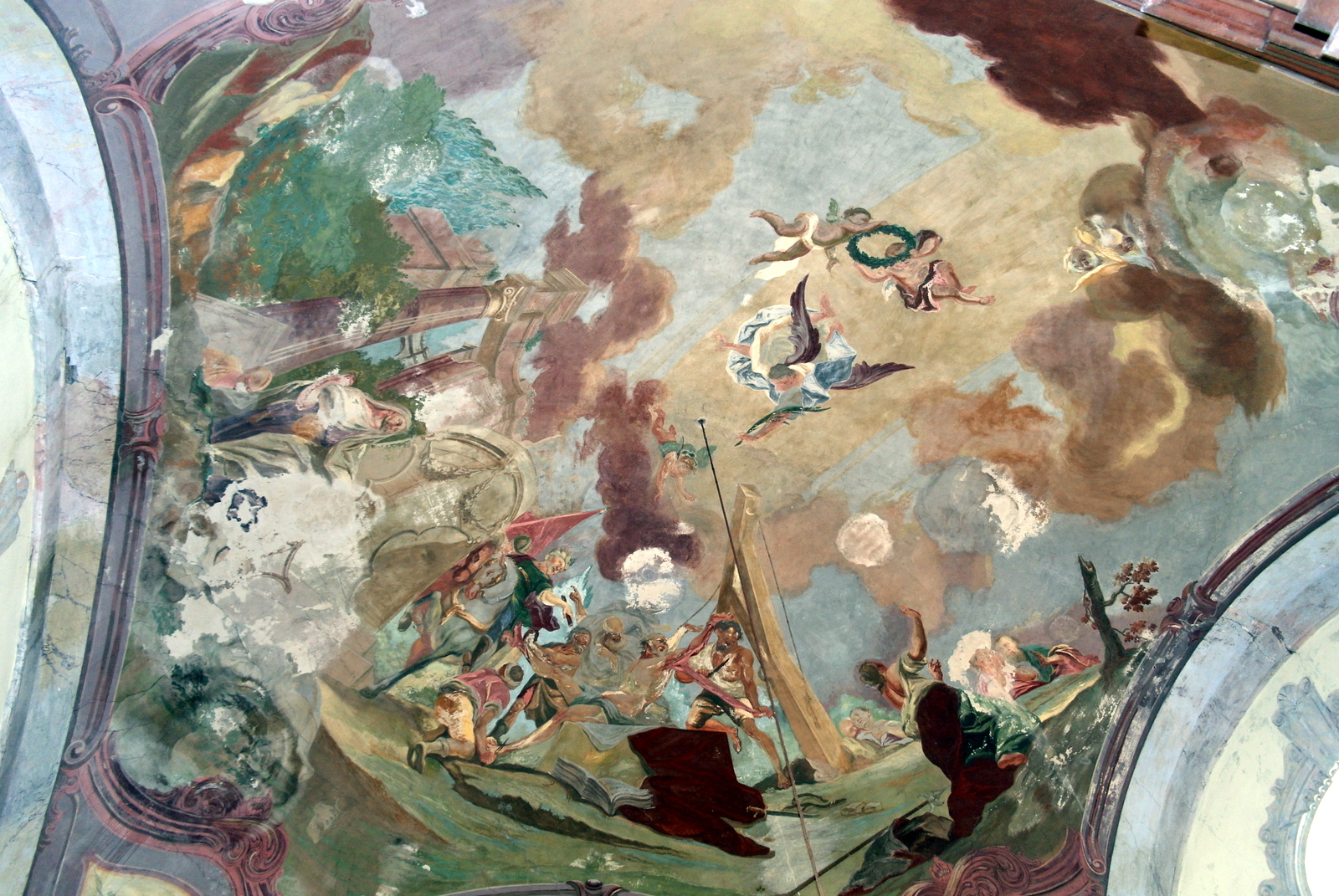
Nástěnné malby